# 益田縄手
益田 縄手（ますだ の なわて）は、奈良時代の貴族。姓は無姓のち連。官位は従五位上・遠江員外介。技術者で内位を授けられた特異な官人。

## 経歴
益田の呼称については、近江国・飛驒国・石見国に益田郷が見られ、ほかにも大和国などにも地名として現れる。縄手の本貫は越前国足羽郡（現在の福井県吉田郡・足羽郡・福井市の一部）。
孝謙朝の天平勝宝8歳（756年）東大寺大仏殿建立を担当する造大殿所で、建築現場の統率指揮官である大工として従事した記録がある（この時の位階は正六位上）。造東大寺司史生を務めたのち越前国足羽郡大領となった生江東人や、越前国史生で造東大寺司主典となった安都雄足らとの関係で、東大寺造営に起用されたと想定される。天平勝宝9歳（757年）聖武太上天皇の一周忌に、東大寺造営の功労者の一人として、外従五位下に叙せられた。
淳仁朝の天平宝字2年（758年）大般若経写経のための知識銭300文を造大殿所に、天平宝字6年（762年）には経師・秦男公を写経所に、それぞれ貢進している。同年正月にはこれまでの寺院の建築の経験を買われてか、当時堂宇の拡張や伽藍の整備が行われていた石山寺の造営工事について意見を求められている。
称徳朝に入ると天平宝字8年（764年）藤原仲麻呂の乱終結後の11月に内位の従五位下に叙せられ、翌天平神護元年（765年）3月には連姓を賜与されている。同年には西大寺の造営にも関わった。神護景雲2年（768年）遠江員外介に任ぜられ、神護景雲3年（769年）従五位上に昇叙された。
『東大寺要録』に引用されている「東大寺大仏殿碑文」によると、東大寺大仏の造立に功績のあった者の一人として名が挙がっており、「大工従五位下」とあるが、同じく引用されている「或日記」では小工となっており、もと和泉国の人とも記されている。また、同じく「或日記」によると、従四位下、紀伊権守に至ったともされる。

## 官歴
『続日本紀』などによる。
- 時期不詳：正六位上
- 天平勝宝8歳（756年） 2月27日：見大工[7]
- 天平勝宝9歳（757年） 5月20日：外従五位下
- 天平宝字8年（764年） 11月5日：従五位下（内位）
- 天平神護元年（765年） 3月16日：無姓から連姓に改姓
- 神護景雲2年（768年） 6月23日：遠江員外介
- 神護景雲3年（769年） 4月23日：従五位上
- 時期不詳：従四位下。紀伊権守？